# Branchiosaurus
Branchiosaurus ist eine kleinwüchsige Gattung der Temnospondylen, die im höchsten Karbon von Mitteleuropa gefunden wird. Die Gattung ist auf das Oberkarbon beschränkt, die permischen Funde gehören entweder zu Apateon oder Melanerpeton.

## Beschreibung
Branchiosaurus war ein 5–10 cm langes, molchähnliches Tier mit breitem Schädel, großen Augenöffnungen und schlanken Arm- und Beinskeletten. Die Gattung scheint keine Metamorphose durchlaufen zu haben, denn die größten bekannten Exemplare haben noch immer larvale Merkmale.
Die Nürschaner Funde stammen aus geschichteten Kohleablagerungen (Gaskohle), in denen Abdrücke gut, Knochen aber meist schlecht erhalten geblieben sind. Zwar fehlen Hautumrisse, doch dürfte Branchiosaurus ähnlich wie die permischen Branchiosauriden äußere Kiemen besessen haben.

## Lebensweise
Die meisten Branchiosauriden lebten zeitlebens in stehenden oder fließenden Gewässern, wo sie mit ihren differenzierten Kiemendentikeln Kleinstlebenwesen filterten. Branchiosaurus lebte in dem kleinen, vermutlich sehr nährstoffreichen Nürschaner See, der viele andere Tetrapoden beheimatete.